# Julie Bindel
Julie Bindel   (Darlington, 20 de juliol de 1962) és una escriptora anglesa, feminista radical i cofundadora del grup d'activistes per a la reforma de la legislació Justice for Women (Justícia per a dones). Des de 1991 Justice for Women va actuar per ajudar dones investigades per la justícia per haver matat esposos violents. Amb la plataforma internacional Stop Surrogacy Now, lluita contra la gestació subrogada que considera com un comerç amb el cos de la dona.
Com a investigadora de la Universitat de Lincoln (Anglaterra) (2014–2017), i abans com a directiva adjunta del Research Centre on Violence, Abuse and Gender Relations de la Universitat Metropolitana de Leeds, va tractar temes com la violència de gènere d'homes contra dones i criatures, prostitució, pornografia, diverses formes d'assetjament, fonamentalisme religiós i tràfic de persones. Va escriure o coescriure uns trenta llibres i té columnes regulars a The Guardian, New Statesman, The Sunday Telegraph i Standpoint.

## Obres destacades
- The Pimping of Prostitution (2017)[7]
- Straight Expectations (2014)[8]
- The Map of My Life: The Story of Emma Humphreys (2003) escrit amb la seva parella Harriet Wistrich